# 타풀라오산숲쥐
타풀라오산숲쥐(Apomys brownorum)는 쥐과에 속하는 설치류의 일종이다. 필리핀 루손섬의 토착종이다.

## 특징
타풀라오산숲쥐는 작은 설치류로 전체 몸길이는 126~140mm, 꼬리 길이는 107~116mm, 발 길이는 31~35mm이다. 귀 길이는 21~22mm, 몸무게는 최대 84g이다. 털이 꽤 길고 부드러우며 무성하다. 등 쪽은 짙은 갈색에 눈과 귀 사이에 오렌지색 색조를 띠고, 회색빛 황토색을 띠는 배 쪽과 구별된다. 발 등은 검은 털로 덮인 반면에 바닥은 색이 없다. 꼬리 길이가 몸길이보다 짧고, 꼬리 윗면은 짙은 갈색과 회색을 띠고 아랫면은 거의 흰 편이다.

## 생태
육상성 동물이며, 야행성 동물이다. 먹이는 지렁이와 무척추동물, 씨앗이다.

## 분포 및 서식지
필리핀 루손섬 북서부 타풀아오 산의 토착종으로 해발 2,024m의 이끼 숲에서 서식한다.

## 보전 상태
최근에 발견되어 보존 등급이 아직 없다.